# ۱۷۶۸ (میلادی)
۱۷۶۸ (میلادی) هزار و هفتصد و شصت و هشتمین سال تقویم میلادی است.

## زادروزها
- ۲۱ مارس - ژوزف فوریه، ریاضی‌دان و فیزیک‌دان فرانسوی
- ۷ ژانویه – ژوزف بناپارت، سرباز، دیپلمات، و سیاست‌مدار فرانسوی (د. ۱۸۴۴)
- ۴ سپتامبر – فرانسوا-رنه دو شاتوبریان، نویسنده، سیاست‌مدار، و دیپلمات فرانسوی (د. ۱۸۴۸)
- ۲۱ نوامبر – اشلایرماخر، مترجم، الهی‌دان، و فیلسوف آلمانی (د. ۱۸۳۴)

## درگذشتگان
- ۱۹ آوریل – کانالتو، نقاش ایتالیایی (ز. ۱۶۹۷)